# Staats- und Stadtbibliothek Augsburg
Die Staats- und Stadtbibliothek Augsburg ist eine der bedeutendsten Stadt- und Regionalbibliotheken Deutschlands mit über 480-jähriger Geschichte. Das heutige Bibliotheksgebäude an der Schaezlerstraße stammt aus dem Jahr 1893 und befindet sich im Augsburger Stadtteil Bahnhofsviertel, der zum Stadtbezirk Bahnhofs- und Bismarckviertel im Planungsraum Augsburg-Innenstadt gehört.
Bis 2012 war die Stadt Augsburg der Unterhaltsträger der fast ausschließlich städtisch finanzierten Staats- und Stadtbibliothek. Zum 1. Dezember 2012 wurde die Bibliothek vom Freistaat Bayern übernommen und gehört zu den Regionalen Staatlichen Bibliotheken.
Die Staats- und Stadtbibliothek Augsburg ist eine wissenschaftliche Bibliothek, die für jeden für Forschung, Ausbildung oder persönliche Fortbildung geöffnet ist. Im Lesesaal sind Nachschlagwerke, aktuelle Zeitungen und Zeitschriften in Freihandaufstellung frei zugänglich, der Hauptbestand befindet sich dagegen in Magazinaufstellung. Der Großteil der Bestände ab Erscheinungsjahr 1911 (ca. 400.000 Bände), darunter auch Romane, Krimis, Biographien, Lern- und Unterrichtsmaterialien und viele aktuelle Zeitschriften, kann nach einer Bestellung mit Benutzerkarte nach Hause ausgeliehen werden.
Im Zuge der Renovierungsarbeiten und des geplanten Neubaus wird das Bibliotheksgebäude in der Schaezlerstraße von Mitte Dezember 2022 bis zur Fertigstellung der Arbeiten 2025/26 nicht zugänglich sein. Ein eingeschränkter Bibliotheksbetrieb mit einem Teil der Bestände sowie einem Anschluss an die Fernleihe soll ab Frühjahr 2023 wieder aufgenommen werden, als Ausweichquartier dient zu diesem Zweck ein Teil des ehemaligen Bayernkollegs in Lechhausen.

## Geschichte

### Gründung
Die Bibliothek entstand 1537 im Zuge der Reformation als Stadtbibliothek der Reichsstadt Augsburg. Ihr Grundstock lag in den Bibliotheken des aufgelösten Karmelitenklosters St. Anna und weiteren Augsburger Klöstern. Die zunächst im ehemaligen Karmelitenkloster aufgestellte Stadtbibliothek kam 1544 in das Dominikanerinnenkloster Augsburg und wurde 1548 nach der Rückkehr der Dominikanerinnen im Barfüßerkloster untergebracht.

### Bibliothek im Annahof

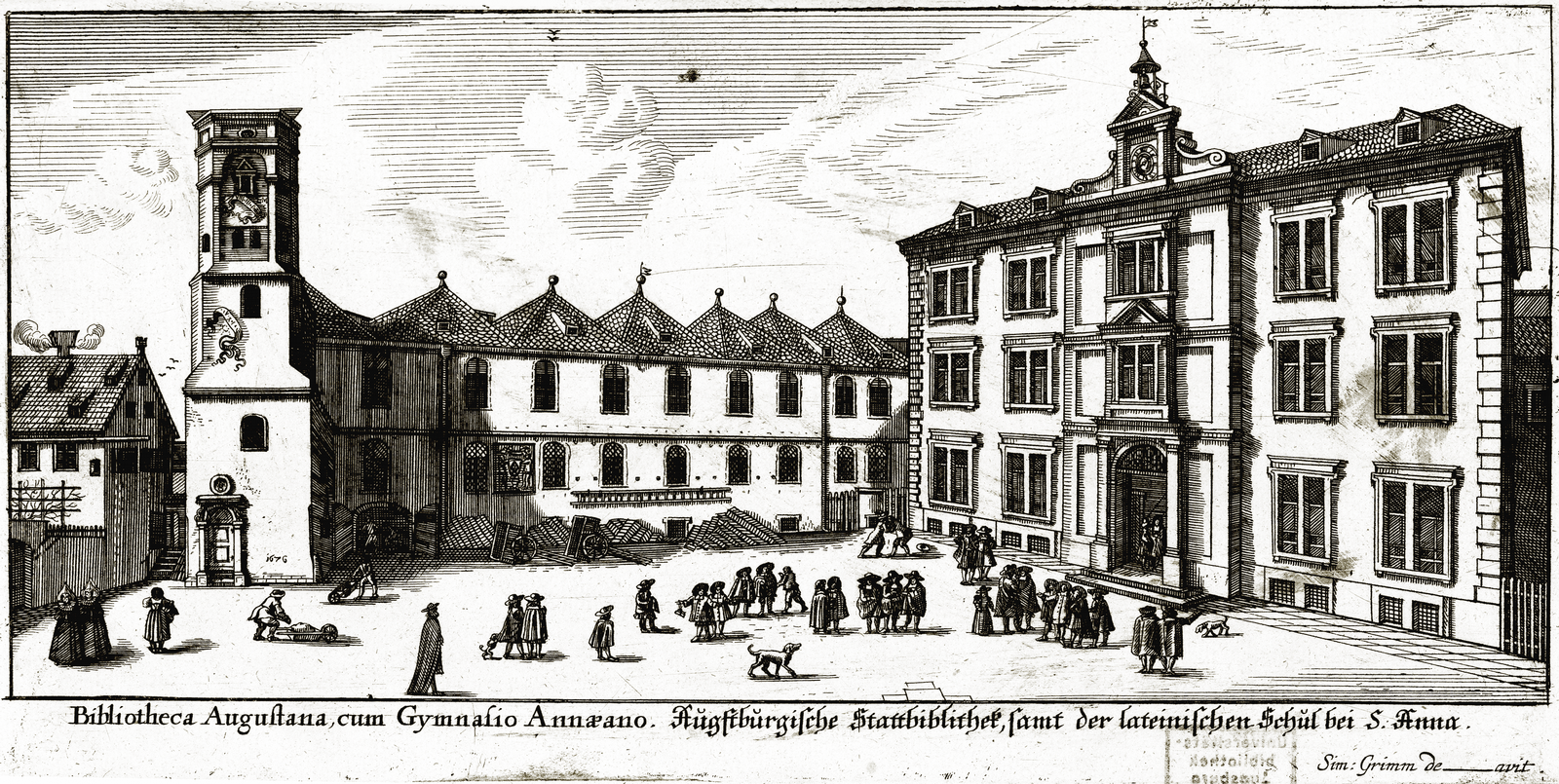
Die Stadtbibliothek Augsburg neben dem Gymnasium bei St. Anna (1676)

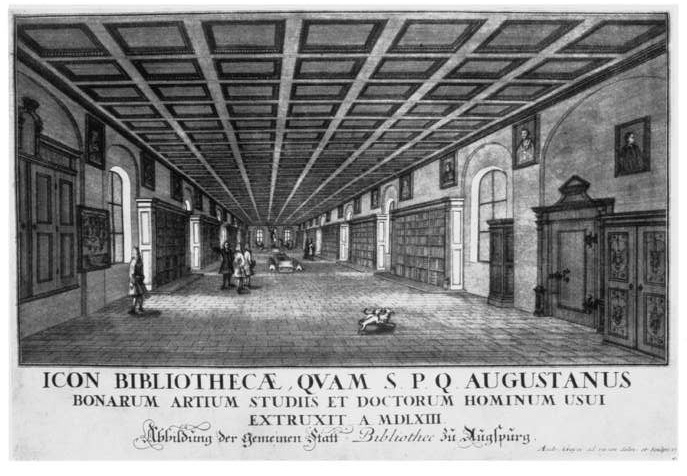
Innenansicht der Stadtbibliothek Augsburg (18. Jahrhundert)

1562/1563 wurde an der Westseite des Annahofs ein eigenes Gebäude für die damalige Stadtbibliothek errichtet. Dies war der erste freistehende, selbstständige Bibliotheksbau der Neuzeit in Deutschland. Die Augsburger Stadtbibliothek war hier für lange Zeit eng mit dem auch räumlich benachbarten protestantischen Gymnasium bei St. Anna verbunden. Der Stadtbibliothekar war seit den Zeiten von Sixtus Birck jeweils der Rektor des Gymnasiums bei St. Anna. Die Bibliothek und ihr Buchbestand waren in dieser Zeit deutlich protestantisch geprägt.
Im Jahr 1575 erschien unter dem Leiter Hieronymus Wolf ein Katalog der griechischen Handschriften, der 1595 unter seinem Nachfolger David Höschel in erweiterter Form herausgegeben wurde. Im Jahr 1600 publizierte Georg Henisch einen gedruckten Gesamtkatalog der Bibliothek. Dies war ein Meilenstein der Bibliotheksgeschichte: es war der erste gedruckte Bestandskatalog einer deutschen öffentlichen Bibliothek und der zweitälteste in Europa nach dem der Universitätsbibliothek Leiden 1595 in den Niederlanden. Dieser Katalog umfasst 8.500 Titel und macht den eindrucksvollen Reichtum der Bibliothek deutlich.
Bis 1618 wurden beträchtliche Ausgaben für Neuanschaffungen getätigt, bis mit dem Beginn des Dreißigjährigen Kriegs dann die Mittel für weitere Ankäufe ausblieben. 1633 publizierte der Leiter Elias Ehinger noch eine neue Ausgabe des nun bereits 11.000 Werke umfassenden Bibliothekskatalogs, ehe die Stelle des Bibliothekars einige Jahre unbesetzt blieb, nachdem das Gymnasium bei St. Anna den Jesuiten übergeben worden war. 1649 wurde die Personalunion des Rektors und Bibliothekars wiederhergestellt und blieb bis 1872 bestehen.

### Ab 1806
Durch den Friedensvertrag von Pressburg (26. Dezember 1805) verlor Augsburg, das bereits am 21. Dezember von bayerischen Truppen besetzt worden war, die Reichsfreiheit und fiel an Bayern. Dabei erlitt die Stadtbibliothek schwere Verluste. 1806 kam eine Kommission des Königreichs Bayern nach Augsburg, die einen Großteil der ältesten und wertvollsten Werke wie Handschriften, Inkunabeln und Frühdrucke aussuchte und in die Hofbibliothek nach München bringen ließ.
Dafür wurde Augsburg 1806 Sitz einer schwäbischen Provinzial- oder Kreisbibliothek, die 1810 mit der Stadtbibliothek vereinigt wurde. Dadurch erfuhr diese 1811 unter Georg Caspar Mezger starken Bestandszuwachs aus säkularisierten Klöstern der Region (Säkularisationsgut). Über 42.000 Bände wurden in das städtische Bibliotheksgebäude überführt. So erhielt die vormals protestantisch ausgerichtete Bibliothek nun einen großen Umfang katholischer Werke, so dass sie heute zu konfessionalen Disputen aus dieser Zeit oftmals Schriften und Gegenschriften in einem Haus vereinigt. Außerdem kamen im 19. und 20. Jahrhundert bedeutende Familien- und Vereinsbibliotheken hinzu.

### Neubau 1893

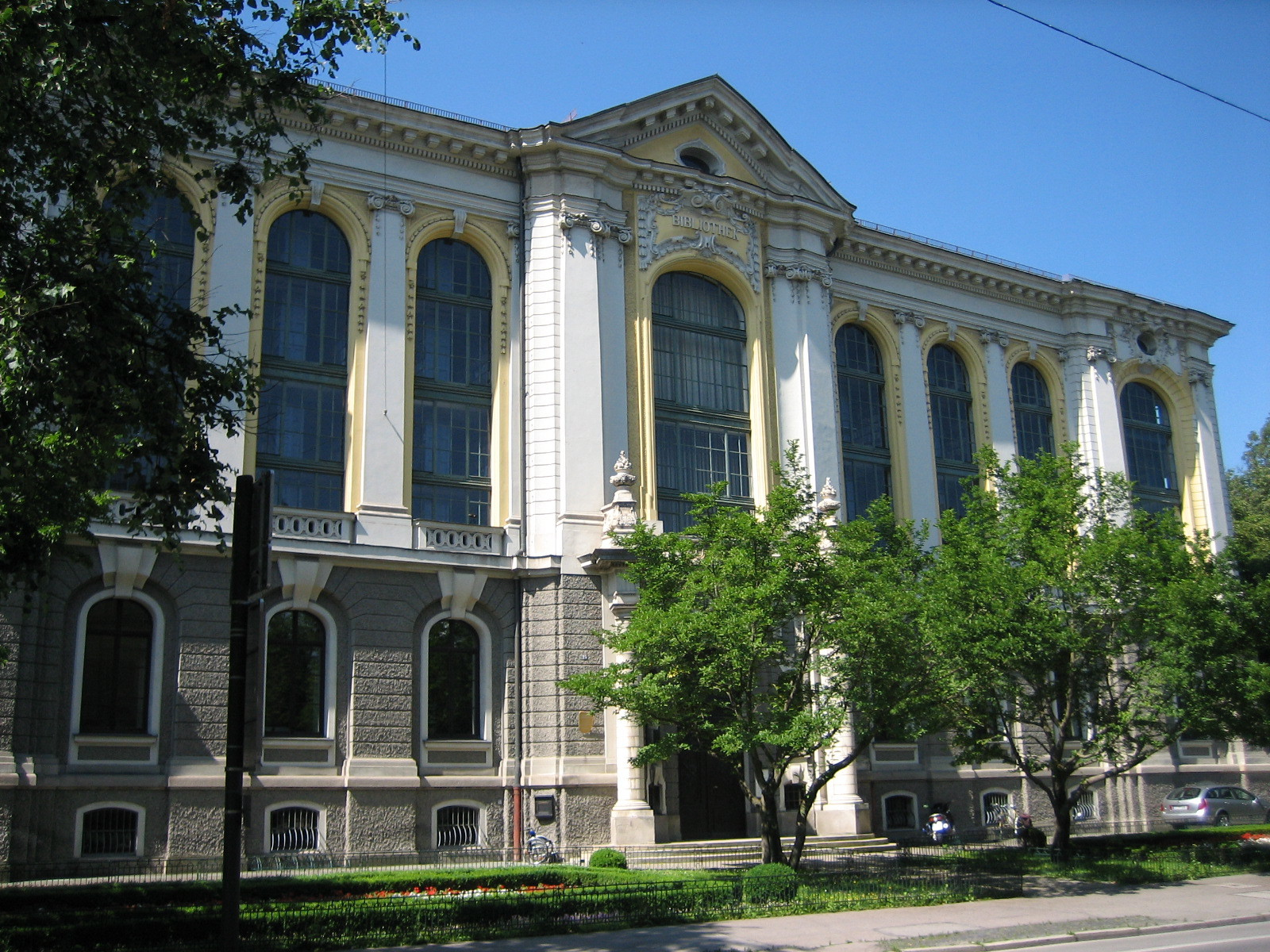
Frontseite zur Schaezlerstraße

Gegen Ende des 19. Jahrhunderts herrschte eine große Platznot sowohl in der Kreis- und Stadtbibliothek als auch in dem danebenliegenden Gymnasium bei St. Anna. Aus dem Grund wurde beschlossen, der Bibliothek ein komplett neues Gebäude zu bauen. Das bisherige Bibliotheksgebäude im Annahof wurde abgerissen und das Gymnasium errichtete an seiner Stelle einen größeren Neubau für die Schule an der Fuggerstraße.
Nach den Plänen des Augsburger Stadtbaurats Fritz Steinhäußer (1852–1929) wurde 1893 ein repräsentativer Bibliotheksneubau an der Schaezlerstraße errichtet. Für die Fassadengestaltung und den Eisenbau zeichnete der Münchner Architekt Martin Dülfer (1859–1942) verantwortlich. Mit dem Neubau wurde die Stadt Augsburg wieder alleiniger Unterhaltsträger der Staats-, Kreis- und Stadtbibliothek. Im Jahr 1897 schlossen die Regierung des Königreichs Bayern und die Stadtregierung von Augsburg einen Vertrag über die gemeinsame Verwaltung der Bestände, deren Finanzierung 1898 vertraglich festgelegt wurde mit Aufwendungen der Stadt von 9000 Reichsmark und Bayerns von 2000 Reichsmark im Jahr.

### Gründung und Abspaltung der Volksbücherei
1920 erfolgte die Eröffnung der Volksbücherei mit 10.000 Büchern als Abteilung der Staats-, Kreis- und Stadtbibliothek. Für diese wurde ein Anbau gemacht, der heute als Lesesaal dient. 1941 erfolgte die Umbenennung in Staats- und Stadtbibliothek.
Beim Luftangriff auf Augsburg in der Nacht vom 25. auf den 26. Februar 1944 wurde das Gebäude an der Schaezlerstraße nur geringfügig beschädigt. Dabei zerbrachen allerdings zahlreiche Fensterscheiben – vor allem die großen Orangeriefenster – und Verzögerungen bei den Reparaturarbeiten führten zu weiteren, witterungsbedingten Schäden. Erheblich folgenschwerer war der Angriff vom 15. Januar 1945, als rund 70 Brandbomben auf das Gebäude fielen. Das entstehende Feuer konnte jedoch vom Bibliothekspersonal ohne Hilfe der Feuerwehr gelöscht werden, sodass sich der Brandschaden im Hauptgebäude auf den Verlust von circa 800 historischen Mehrfachexemplaren beschränkte (die wertvollen Bestände waren zu dieser Zeit bereits ausgelagert). Die beschädigten Exemplare werden als gesonderter Bestand als Zeugnis der Bombardements aufbewahrt. Insgesamt verlor die Bibliothek während des Zweiten Weltkriegs rund 1700 Bücher; Personen kamen dabei nicht zu Schaden.
Die Volksbücherei verselbständigte sich 1953 und wurde zur heutigen Stadtbücherei Augsburg. Durch die Abspaltung der Volksbücherei und durch die Gründung der Universität Augsburg im Jahr 1970 gelangten die Aufgaben einer Forschungs-, Archiv- und Regionalbibliothek wieder stärker in den Vordergrund.

### Verstaatlichung
Im Oktober 2010 wurden Pläne der Augsburger Stadtverwaltung publik, die die Aufteilung der Bestände und den Verkauf des historischen Bibliotheksgebäudes vorsahen. Anlass waren die Finanznot der Stadt und der seit 1898 unveränderte Jahresbeitrag des Landes von nunmehr aus der Reichsmark umgerechneten 18.900 Euro. Ein Beschluss des Augsburger Stadtrats stellte klar, dass an eine Zerschlagung nicht gedacht sei. Es wurde eine Arbeitsgruppe zur Zukunft der Bibliothek eingesetzt. Eine Bürgerinitiative, die den Erhalt der Bibliothek im bisherigen Gebäude sichern möchte, formierte sich als Verein, der sich heute (Stand 2022) für die Sanierung der Bibliothek engagiert. Nach längeren Verhandlungen wurde die Staats- und Stadtbibliothek am 6. Dezember 2012 rückwirkend zum 1. Dezember 2012 verstaatlicht. Der Name der Bibliothek wurde beibehalten. 2020 bewilligte der Freistaat Bayern Mittel zur Sanierung der Bibliothek.

### Die Reihe Cimeliensaal

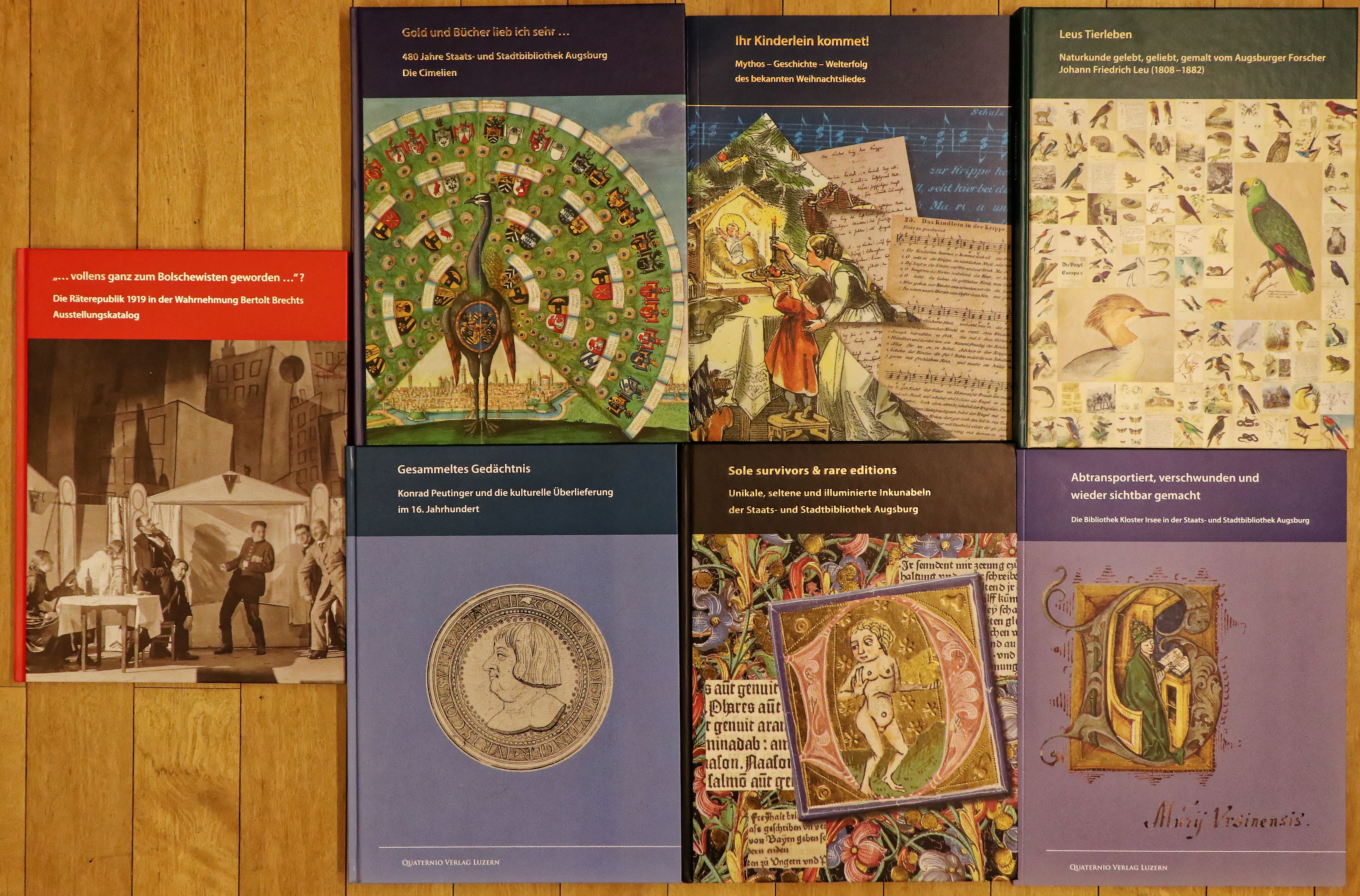
Die Bände 1–7 der Reihe Cimeliensaal

Seit dem Jahr 2015 wurden in der Staats- und Stadtbibliothek Augsburg neben weiteren die folgenden Ausstellungen gezeigt, deren gleichnamige Kataloge in der Reihe „Cimeliensaal“ erschienen:
- 2015–2016, Cimeliensaal 1: „Gesammeltes Gedächtnis“ (Konrad Peutinger und die kulturelle Überlieferung im 16. Jahrhundert)
- 2017, Cimeliensaal 2: „Gold und Bücher lieb ich sehr …“ (480 Jahre Staats- und Stadtbibliothek Augsburg)
- 2018, Cimeliensaal 3: „Abtransportiert, verschwunden und wieder sichtbar gemacht“ (Die Bibliothek Kloster Irsee in der Staats- und Stadtbibliothek Augsburg)
- 2018, Cimeliensaal 4: „Ihr Kinderlein kommet!“ (Mythos – Geschichte – Welterfolg des bekannten Weihnachtsliedes)
- 2019, Cimeliensaal 5: „… vollens ganz zum Bolschewisten geworden …“? (Die Räterepublik 1919 in der Wahrnehmung Bertolt Brechts)
- 2020, Cimeliensaal 6: „Leus Tierleben“ (Naturkunde gelebt, geliebt, gemalt vom Augsburg Forscher Johann Friedrich Leu (1808–1882))
- 2021, Cimeliensaal 7: „Sole survivors & rare editions“ (Unikate, seltene und illuminierte Inkunabeln der Staats- und Stadtbibliothek Augsburg)
- 2022, Cimeliensaal 8: „Tulpenschau im Gartenbau: Historische Zeugnisse der Tulpomanie in Augsburg“

## Bibliotheksgebäude
Das heutige Bibliotheksgebäude an der Schaezlerstraße wurde 1893 bezogen. Das wuchtige Gebäude präsentiert sich in einem neubarocken Stil. Im ersten und zweiten Stockwerk des symmetrischen Bibliotheksbaus, der sich vom Eingangsfoyer aus in einen Nord- und einen Südflügel teilt, wurden zwei Cimeliensäle eingerichtet, die über ein prunkvolles Treppenhaus zugänglich sind.
Rund um den Stadtpflegeranger, eine kleine Grünanlage mit altem Baumbestand an der Straße „Am Alten Einlaß“, bildet das Bibliotheksgebäude zusammen mit der benachbarten St.-Anna-Grundschule, dem Großen Haus des Staatstheaters und dem Justizpalast ein eindrucksvolles Bauensemble, das als Ensemble Fuggerstraße/Volkhartstraße/Schaezlerstraße unter Denkmalschutz steht und in die Bayerische Denkmalliste eingetragen ist.

### Generalsanierung und Erweiterungsbau
Eine seit Jahren gewünschte Generalsanierung des Bibliotheksgebäudes und ein Erweiterungsbau wurden im November 2021 bewilligt. Der Bayerische Landtag stellte dafür einen Etat von 62,5 Millionen Euro bereit. Das Gebäude muss komplett geleert werden, bevor die Sanierung im Jahr 2022 beginnen kann. Damit die Bestände der Bibliothek auch während der Bauphase für Ausleihe und Forschung zur Verfügung stehen, soll ein Teil vorübergehend ins ehemalige Bayernkolleg nach Augsburg-Lechhausen verbracht werden, die übrigen Bestände werden an die Bayerische Staatsbibliothek nach München ausgelagert und können weitgehend über die Fernleihe bezogen werden.
Der Erweiterungsbau soll als quaderförmiger, architektonisch moderner Zwillingsbau an der Südwestseite des bestehenden Gebäudes errichtet werden, mit wenigen Metern Abstand zur rückwärtigen Fassade des historischen Bibliotheksbaus. Der Erweiterungsbau soll technisch moderne Magazine sowie einen Lesesaal im ersten Stock beherbergen und ein Verbindungstrakt soll das neue mit dem alten Gebäude verbinden.
Vor dem Baubeginn sollen der bestehende eingeschossige Lesesaal und das seitlich von diesem befindliche Gebäude der Stadtbücherei aus den 1950er Jahren abgerissen werden. Diese sind nicht denkmalgeschützt. Die anschließenden Bodenarbeiten im Jahr 2023 sollen archäologisch begleitet werden. Je nach dem Fortschritt dieser Arbeiten soll der eigentliche Bau des Erweiterungsgebäudes voraussichtlich im Jahr 2024 beginnen. Als Bauzeit werden zwei Jahre veranschlagt. Ab Mitte Dezember 2022 wird der Bibliotheksbetrieb in der Schaezlerstraße eingestellt, die Wiedereröffnung des Gebäudes ist nach Fertigstellung des Neubaus 2025/26 geplant. Die Staats- und Stadtbibliothek Augsburg wird dann in einem der modernesten Bibliotheksgebäude Europas untergebracht sein.

## Bestände

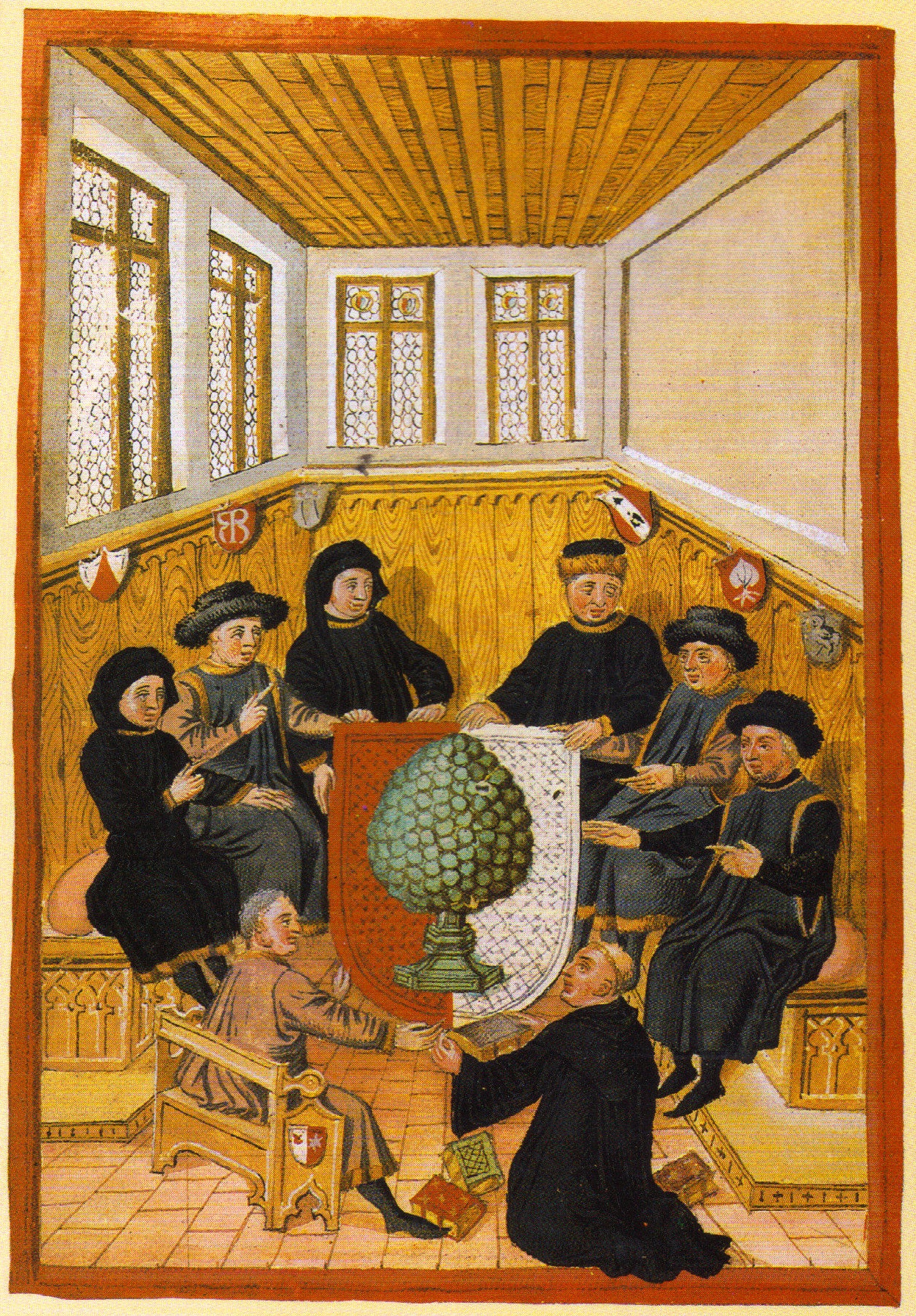
Widmungsbild: Sigismund Meisterlin überreicht seine Chronik dem Magistrat der Stadt Augsburg. In: Hektor Mülichs Abschrift der Stadtchronik Sigismund Meisterlins (1457). Staats- und Stadtbibliothek Augsburg, Codex Halder 1, Bl. 4v

Mit insgesamt über 570.000 Bänden und einem großen historischen Bestand von mehr als 120.000 Titeln vor 1800 zählt die Staats- und Stadtbibliothek Augsburg zu den bedeutendsten Stadt- und Regionalbibliotheken in Deutschland. Mit der Säkularisation in Bayern kamen mehr als 60.000 Bände aus den Klosterbibliotheken Augsburgs und des ostschwäbischen und Eichstätter Raums zum Bestand. Insgesamt verfügt sie über 3600 Handschriftenbände, darunter 1000 mittelalterliche Kodizes, und 2800 Inkunabeln. Die Bibliothek besitzt eine herausragende Bibelsammlung, darunter mit der Augsburger Bibelhandschrift die älteste erhaltene Verdeutschung des gesamten Neuen Testaments, die wie andere historische Bücher der Bibliothek digitalisiert vorliegt. Im Jahre 1961 wurde hier das 4. Exemplar des berühmten Missale speciale (früher Constantiense) gefunden.
Immer wieder wurden bedeutende Sammlungen erworben. 1846 erhielt die Bibliothek so eine ca. 10.000 Bände umfassende Schenkung des Bankiers Friedrich von Halder. 1875 folgte die ca. 8000 Bände starke Familienbibliothek der von Stetten. 1910 wurde die ca. 8000 Bände umfassende Bibliothek des Historischen Vereins für Schwaben übernommen. Seit Beginn des 20. Jahrhunderts wurden auch kontinuierlich Antiquaria angeschafft, mit dem Schwerpunkt auf Schriften, die in Augsburg und Schwaben verlegt und gedruckt wurden.
Der Bibliothek angegliedert ist die von Jürgen Hillesheim geleitete Bertolt-Brecht-Forschungsstätte Augsburg. Ihr Bestand umfasst über 3000 Bände Primär- und Sekundärliteratur zu Bertolt Brecht.
Seit Juli 2020 sind ca. 88.000 Bände des urheberrechtsfreien Buchbestandes online zugänglich. Sie wurden im Rahmen eines Massendigitalisierungsprojektes der Bayerischen Staatsbibliothek in München als Public-Private-Partnership mit dem Unternehmen Google digitalisiert.

## Bibliothekare
1. 1537–1554 Sixtus Birck
2. 1537–1552 Johann Heinrich Held (zusammen mit Sixtus Birck)
3. 1554–1557 Matthias Schenck
4. 1557–1580 Hieronymus Wolf
5. 1571–1593 Simon Fabricius (zusammen mit Hieronymus Wolf und Georg Henisch)
6. 1580–1593 Georg Henisch
7. 1593–1617 David Höschel
8. 1617–1629 Elias Ehinger
9. 1631–1632 Ulrich Kuefer
10. 1632–1635 Elias Ehinger (erneut)
11. 1635–1649 kein Bibliothekar
12. 1649–1673 Matthias Wilhelm
13. 1673–1675 Anton Reiser
14. 1676–1703 Georg Friedrich Magnus
15. 1704–1742 Philipp Jacob Crophius
16. 1743–1773 Johann Gottfried Hecking
17. 1773–1799 Hieronymus Andreas Mertens
18. 1801–1835 Daniel Eberhard Beyschlag
19. 1835–1872 Georg Mezger
20. 1873–1883 Joseph Kränzler
21. 1883–1891 Friedrich Dobel
22. 1891–1905 Thaddäus Ruess
23. 1906–1946 Richard Schmidbauer
24. 1946–1962 Paul Geissler
25. 1962–1985 Josef Bellot
26. 1985–2012 Helmut Gier
27. 2013–2016 Reinhard Laube
28. seit 2017 Karl-Georg Pfändtner[23]